# 1043년

## 연호
- 북송(北宋) 경력(慶曆) 3년
- 요(遼) 중희(重熙) 12년
- 일본(日本) 조큐(長久) 4년
- 서하(西夏) 천수예법연조(天授禮法延祚) 6년
- 리 왕조(李朝) 민다오(明道) 2년

## 기년
- 고려(高麗) 정종(靖宗) 9년
- 북송(北宋) 인종(仁宗) 21년
- 요(遼) 흥종(興宗) 13년
- 서하(西夏) 경종(景宗) 12년
- 리 왕조(李朝) 태종(太宗) 16년

## 사망
고려의 황주량